# Anomis exaggerata
Anomis exaggerata är en fjärilsart som beskrevs av Achille Guenée 1852. Anomis exaggerata ingår i släktet Anomis och familjen nattflyn. Inga underarter finns listade i Catalogue of Life.